# Museu del Pagès

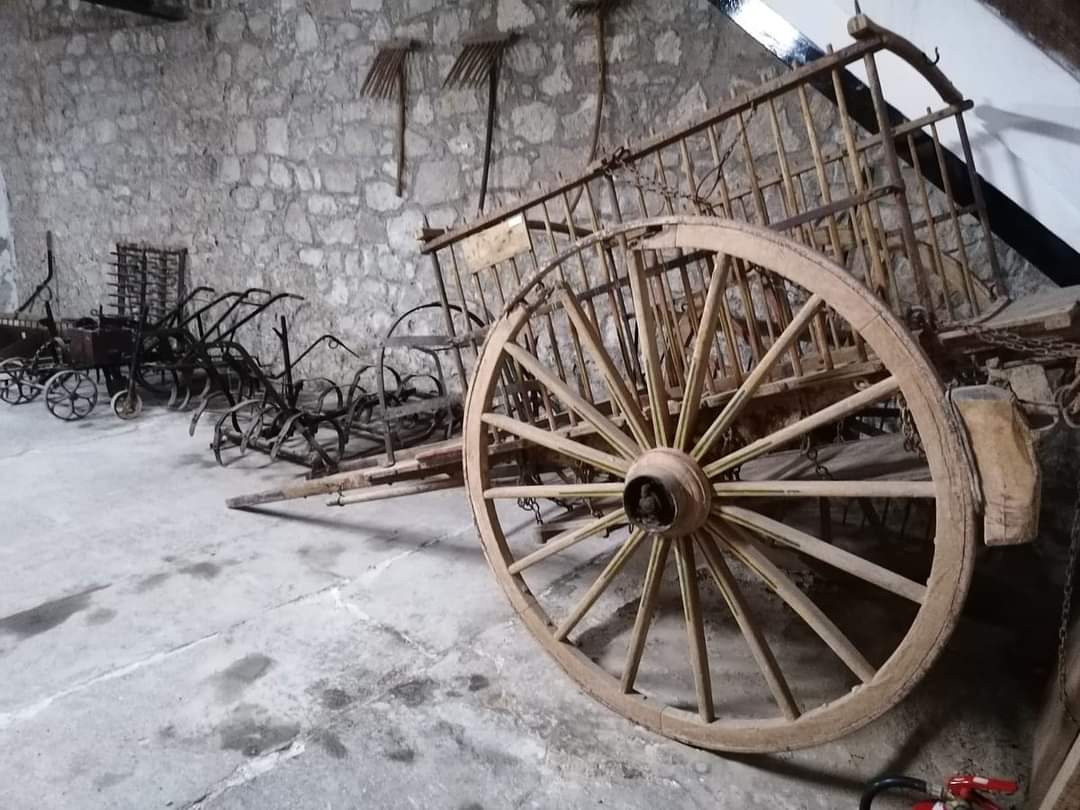
Imatge de l'interior del Museu del pagès a Castelldans.

El Museu del Pagès és una obra del municipi de Castelldans (Garrigues) inclosa en l'Inventari del Patrimoni Arquitectònic de Catalunya.

## Descripció
És un antic molí que encara conserva tota la maquinària i els estris relacionats amb la producció olivarera. Avui és el museu de l'oli, també anomenat del pagès perquè conté gran nombre d'eines del camp.
És un edifici de planta rectangular, cobert a dues aigües amb teula àrab. Està fet a base de petites pedres irregulars i d'altres de majors als llocs destacats (marcs de finestres, cantonades...). S'estructura en dos pisos: a la planta baixa s'hi exposen les eines relacionades amb el conreu de l'olivera i la producció d'oli; i a la primera hi ha una mostra de l'ofici de la pagesia.

## Història
Segons la gent del poble aquest immoble hauria estat seu del centre republicà abans de la guerra civil (1936- 1939).